# Ytterbium(III)-chlorid
Ytterbium(III)-chlorid ist eine anorganische chemische Verbindung des Ytterbiums und zählt zu den Chloriden. Neben diesem ist mit Ytterbium(II)-chlorid ein weiteres Ytterbiumchlorid bekannt.

## Gewinnung und Darstellung
Ytterbiumchlorid wird durch Reaktion von Ytterbium(III)-oxid entweder mit Tetrachlorkohlenstoff oder heißer Salzsäure hergestellt.
{\displaystyle \mathrm {2\ Yb_{2}O_{3}+3\ CCl_{4}\longrightarrow 4\ YbCl_{3}+3CO_{2}} }
{\displaystyle \mathrm {Yb_{2}O_{3}+6\ HCl\longrightarrow 2\ YbCl_{3}+3\ H_{2}O} }
Die wasserfreie Verbindung wird durch Erhitzen der wasserhaltigen Verbindung im HCl-Strom bei langsam ansteigender Temperatur dargestellt. Bei 350 °C ist die Substanz wasserfrei.

## Eigenschaften

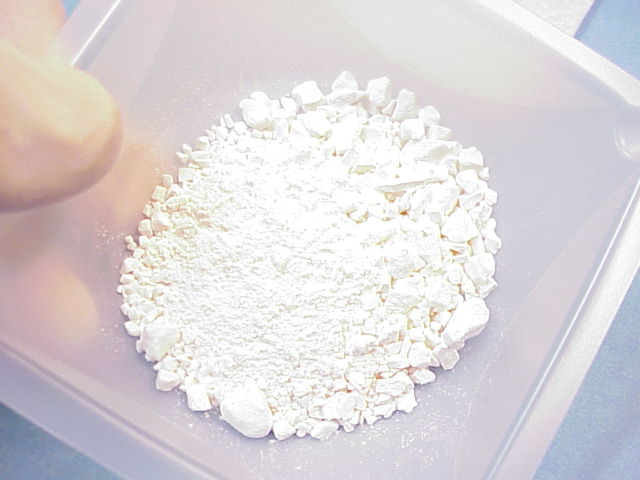
Ytterbium(III)-chlorid

Ytterbium(III)-chlorid kristallisiert in einer kubischen Aluminiumchlorid-Schichtstruktur. In der Gasphase bilden sich kleinere Einheiten wie [YbCl6]3− oder Yb2Cl6.

## Verwendung

### Katalysator in der organischen Chemie
Ytterbium(III)-chlorid wirkt auf Grund des einzelnen ungepaarten f-Elektrons als Lewis-Säure. Dies ermöglicht der Verbindung, in Übergangszuständen Komplexe zu bilden und so Alkylierungsreaktionen, wie Aldolreaktionen und die Pictet-Spengler-Reaktion zu katalysieren. 
Aldol-Reaktion
Bei der Aldolreaktion dient Ytterbium(III)-chlorid als Hilfs-Katalysator bei der palladium-katalysierten decarboxylierenden Aldolreaktion eines Enolates mit einem Aldehyd. Die Übergangszustände A und B zeigen die Koordinierung des Ytterbiumsalzes. Für die oben beschriebene decarboxylierende Aldolreaktion mit R = tert-Butyl und R' = –(CH2)2Ph zeigt der Vergleich der Ausbeuten von verschiedenen Lewis-Säuren eine besonders hohe Ausbeute bei Ytterbium(III)-chlorid.
| Salz                   | % Ausbeute von 2 |
| ---------------------- | ---------------- |
| Eisen(III)-chlorid     | 40               |
| Zinkchlorid            | 68               |
| Kupfer(II)-chlorid     | 40               |
| Lanthan(III)-chlorid   | 60               |
| Ytterbium(III)-chlorid | 93               |

Pictet-Spengler-Reaktion
Ytterbium(III)-chlorid katalysiert als Lewis-Säure die Pictet-Spengler-Reaktion zur Gewinnung von Tetrahydro-Beta-Carbolinen, aus denen synthetische Indolalkaloide hergestellt werden. Dabei ermöglicht es hohe Ausbeuten und reduziert die Reaktionszeit von Tagen zu 24 Stunden.
Esterbildung
Die geringe Größe des Yb3+-Ions ermöglicht eine schnelle Katalyse, jedoch ist die Selektivität gering. Beispielsweise ist die Mono-Acetylierung von meso-1,2-Diolen mit zwei Stunden am schnellsten mit Ytterbium(III)-chlorid, die Chemoselektivität für das monoacetylierte Produkt ist dagegen mit 50 % gering im Vergleich zu Cer(III)-chlorid (23 h Reaktionszeit, 85 %).
Acetalbildung

Ytterbium(III)-chlorid ist ein starker Katalysator für die Acetalbildung mit Trimethylorthoformiat. Im Vergleich mit Cer(III)-chlorid und Erbium(III)-chlorid ist das Ytterbiumsalz am effektivsten. Es erzielt hohe Ausbeuten in einer schnellen Reaktion bei Raumtemperatur bei einer Vielzahl an Aldehyden.

### NMR-Shift-Reagenz
Ytterbium kann als NMR-Shift-Reagenz, etwa in der Membranbiologie für die Verfolgung der Bewegungen von 39K+ und 23Na+, die bei Nervensignalen eine wichtige Rolle spielen, verwendet werden.